# Jeanne Tessia
Jeanne Tessia est une actrice et écrivaine ivoirienne,. Elle tourne dans les séries Comment ça va et Faut pas fâcher de la Radiodiffusion Télévision Ivoirienne (RTI).

## Filmographie
- Faut pas fâcher
- Comment ça va

## Publications
- 2018 : Le démon de midi, Frat-Mat Editions[2]
- 2023 : La loi du sang, Frat-Mat Editions[2]